# Bruckleiten (Gemeinde Taiskirchen)
Bruckleiten ist eine Ortschaft im oberösterreichischen Innviertel und Teil der Gemeinde Taiskirchen im Innkreis im Bezirk Ried im Innkreis.

## Geschichte
Die erste urkundliche Erwähnung als Prukklewten findet sich im Urkundenbuch des Landes ob der Enns und stammt aus dem Jahr 1394.